# 郡上市立大和南小学校
郡上市立大和南小学校 （ぐじょうしりつ やまとみなみしょうがっこう）は、かつて岐阜県郡上市大和町にあった公立小学校。
2024年、郡上市大和町の4つの小学校（大和北小学校、大和第一北小学校、大和西小学校、大和南小学校）を統合。郡上市立大和小学校の新設により廃校。

## 通学区域
- 通学区域は大和町徳永、大和町河辺の一部、大和町神路、大和町牧、大和町栗巣、大和町古道である。公立中学校の進学先は郡上市立大和中学校である[1]。

## 沿革
- 1873年（明治6年） - 徳永村に徳永義校として開校。後に徳永学校に改称する。
- 1886年（明治19年） - 徳永学校が徳永簡易科小学校に改称する。
- 1893年（明治26年） - 徳永尋常小学校、神路簡易科小学校に改称する。
- 1897年（明治30年）4月1日 - 徳永村、河辺村、神路村、牧村、古道村、栗巣村が合併し、山田村が発足。
- 1898年（明治31年） - 神路尋常小学校、下栗巣尋常小学校を統合する。神路分教場、下栗巣分教場、母袋分教場を設置。
- 1901年（明治34年） - 古道分教場を設置。
- 1901年（明治34年） - 山田尋常高等小学校に改称する。
- 1941年（昭和16年）4月1日 - 山田国民学校に改称する。
- 1947年（昭和22年）4月1日 - 山田村立山田小学校に改称する。
- 1955年（昭和30年）3月28日 - 西川村、弥富村、山田村が合併し、大和村が発足。同時に大和村立山田小学校に改称する。
- 1956年（昭和31年）4月1日 - 
  - 大和村立南小学校に改称する。
  - 下栗巣分校が大和村立東小学校として独立。上栗巣分校、古道分校は大和村立東小学校の分校となる。
- 1974年（昭和49年） - 新校舎が完成。神路分校を廃止。
- 1985年（昭和60年）11月1日 - 町制施行により大和町となる。同時に大和町立南小学校に改称する。
- 2001年（平成13年）4月1日 - 東小学校を統合する。
- 2004年（平成16年）
  - 2月 - 大和町立大和南小学校に改称する。
  - 3月1日 - 八幡町、白鳥町、大和町、高鷲村、美並村、明宝村、和良村と合併し、郡上市が発足。同時に郡上市立大和南小学校に改称する。
- 2024年（令和6年）
  - 3月23日 - 閉校式を行う[2]。
  - 3月31日 - 廃校。